# Petre Cristea
Petre Cristea (n. 31 ianuarie 1909, București, România – d. 6 iulie 1995) a fost un pilot de curse auto român. Este primul și singurul român ce a câștigat Raliul Monte Carlo la ediția din 1936, avându-l ca copilot pe Ion Zamfirescu.